# Campionati europei di atletica leggera indoor 2017 - Salto in alto femminile

## Podio
| Pos.    | Atleta           | Nazionalità |
| ------- | ---------------- | ----------- |
| Oro     | Airinė Palšytė   | Lituania    |
| Argento | Ruth Beitia      | Spagna      |
| Bronzo  | Yuliya Levchenko | Ucraina     |

## Record
| Record                | Record          | Record | Record                    | Record          |
| --------------------- | --------------- | ------ | ------------------------- | --------------- |
| Record del mondo      | Kajsa Bergqvist | 2.08   | Arnstadt, Germania        | 4 febbraio 2006 |
| Record europeo        | Kajsa Bergqvist | 2.08   | Arnstadt, Germania        | 4 febbraio 2006 |
| Record dei campionati | Tia Hellebaut   | 2.05   | Birmingham, Gran Bretagna | 3 marzo 2005    |

## Programma
| Data         | Ora   | Turno          |
| ------------ | ----- | -------------- |
| 3 marzo 2017 | 17:30 | Qualificazioni |
| 4 marzo 2017 | 16:30 | Finale         |

## Risultati

### Qualificazioni
Si sono qualificati direttamente gli atleti che hanno saltato almeno 1.93m oppure si sono qualificati tra i primi otto.
| Posizione | Atleta                     | Nazione     | 1.70 | 1.76 | 1.81 | 1.86 | 1.90 | Risultato | Note |
| --------- | -------------------------- | ----------- | ---- | ---- | ---- | ---- | ---- | --------- | ---- |
| 1         | Ruth Beitia                | Spagna      | –    | –    | –    | o    | o    | 1.90      | q    |
| 1         | Ana Šimić                  | Croazia     | –    | –    | o    | o    | o    | 1.90      | q    |
| 3         | Morgan Lake                | Regno Unito | –    | –    | o    | xo   | o    | 1.90      | q    |
| 4         | Jossie Graumann            | Germania    | –    | o    | o    | o    | xo   | 1.90      | q    |
| 4         | Yuliya Levchenko           | Ucraina     | –    | o    | o    | o    | xo   | 1.90      | q    |
| 4         | Oksana Okuneva             | Ucraina     | o    | o    | o    | o    | xo   | 1.90      | q    |
| 4         | Airinė Palšytė             | Lituania    | –    | –    | o    | o    | xo   | 1.90      | q    |
| 8         | Michaela Hrubá             | Rep. Ceca   | o    | o    | o    | xo   | xxo  | 1.90      | q    |
| 9         | Maruša Černjul             | Slovenia    | –    | o    | o    | o    | xxx  | 1.86      |      |
| 9         | Yuliya Chumachenko         | Ucraina     | –    | o    | o    | o    | xxx  | 1.86      |      |
| 9         | Erika Furlani              | Italia      | –    | o    | o    | o    | xxx  | 1.86      |      |
| 9         | Kamila Lićwinko            | Polonia     | –    | –    | –    | o    | xxx  | 1.86      |      |
| 9         | Linda Sandblom             | Finlandia   | –    | o    | o    | o    | xxx  | 1.86      |      |
| 9         | Sofie Skoog                | Svezia      | –    | o    | o    | o    | xxx  | 1.86      |      |
| 9         | Maryja Žodzik              | Bielorussia | o    | o    | o    | o    | xxx  | 1.86      |      |
| 16        | Marie-Laurence Jungfleisch | Germania    | –    | –    | xo   | o    | xxx  | 1.86      |      |
| 17        | Marija Vuković             | Montenegro  | o    | o    | o    | xo   | xxx  | 1.86      |      |
| 18        | Serena Capponcelli         | Italia      | o    | o    | xxo  | xo   | xxx  | 1.86      |      |
| 19        | Emma Green                 | Svezia      | –    | o    | xo   | xxo  | xxx  | 1.86      |      |
| 20        | Ekaterina Krasovskiy       | Austria     | o    | o    | o    | xxx  |      | 1.81      |      |
| 21        | Claudia Guri               | Andorra     | xo   | xo   | xxx  |      |      | 1.76      |      |

### Finale
La finale è iniziata alle 17:50 di sabato 4 marzo
.
| Posizione | Atleta           | Nazione     | 1.80 | 1.85 | 1.89 | 1.92 | 1.94 | 1.96 | 1.98 | 2.01 | Risultato | Note                                                       |
| --------- | ---------------- | ----------- | ---- | ---- | ---- | ---- | ---- | ---- | ---- | ---- | --------- | ---------------------------------------------------------- |
| 1         | Airinė Palšytė   | Lituania    | o    | o    | o    | o    | o    | o    | —    | xo   | 2.01      | Miglior prestazione mondiale stagionale · Record nazionale |
| 2         | Ruth Beitia      | Spagna      | —    | o    | —    | o    | o    | xxx  |      |      | 1.94      |                                                            |
| 3         | Yuliya Levchenko | Ucraina     | o    | xo   | o    | o    | xxo  | xxx  |      |      | 1.94      | Miglior prestazione personale                              |
| 4         | Oksana Okuneva   | Ucraina     | o    | o    | o    | o    | xxx  |      |      |      | 1.92      |                                                            |
| 5         | Jossie Graumann  | Germania    | o    | o    | o    | xxo  | xxx  |      |      |      | 1.92      | =                                                          |
| 6         | Michaela Hrubá   | Rep. Ceca   | o    | o    | xxo  | xxo  | xxx  |      |      |      | 1.92      | Miglior prestazione personale stagionale                   |
| 7         | Ana Šimić        | Croazia     | o    | xo   | o    | xxx  |      |      |      |      | 1.89      |                                                            |
| 8         | Morgan Lake      | Regno Unito | o    | o    | xxx  |      |      |      |      |      | 1.85      |                                                            |